# Le Gendre de Monsieur Poirier
Le Gendre de Monsieur Poirier è un film del 1933 diretto al suo debutto da Marcel Pagnol.
Basato sull'omonima opera teatrale di Émile Augier e Jules Sandeau.

## Trama
Il genero del signor Poirier è un aristocratico, amante delle frivolezze. Decide di cambiare vita per dedicarsi alla moglie e al lavoro.